# Pokémon XD: Gale of Darkness
Pokémon XD: Gale of Darkness is een videospel voor GameCube. Het is een spel dat gaat over Pokémon.
In het spel heeft de gebruiker een eigen personage dat alle Shadow Pokémon moet bevrijden.

## Verhaal
Het verhaal begint met de introductie van Michael, de held van het verhaal. De hoofdpersoon ontmoet dan professor Kran, de baas van zijn moeder. Hij legt uit wat Shadow Pokémon zijn, namelijk Pokémon waarvan hun harten kunstmatig werden gesloten. De criminele organisatie "Cipher" maakt ze en gebruikt ze voor hun kwaadaardige plannen. Krane stelt dan ook de "Snag Machine" voor. Deze machine kan Shadow Pokémon vangen zodat ze gezuiverd kunnen worden en hun hart geopend kunnen worden. Krane geeft dan de Snag Machine aan Michael zodat hij de Shadow Pokémon kan vangen. Hij geeft ook een speciale bril zodat Michael weet welke Pokémon een Shadow Pokémon is. Kort daarna wordt Krane ontvoerd door Cipher agenten. Michael probeert Krane te redden en Cipher te verslaan.